# Laphystia sabulicola
Laphystia sabulicola är en tvåvingeart som beskrevs av Friedrich Hermann Loew 1847. Laphystia sabulicola ingår i släktet Laphystia och familjen rovflugor. Inga underarter finns listade i Catalogue of Life.